# Örevattnet (Spekeröds socken, Bohuslän)
Örevattnet är en sjö i Stenungsunds kommun i Bohuslän och ingår i Göta älv-Bäveåns kustområde. Sjön är 6 meter djup, har en yta på 0,014 kvadratkilometer och befinner sig 88 meter över havet.